# سیارک ۲۰۴۳
سیارک ۲۰۴۳ (به انگلیسی: 2043 Ortutay، نامگذاری:1936TH) دو هزار و چهل و سومین سیارک کشف شده‌است که در ۱۲ نوامبر ۱۹۳۶ کشف شد.
قدر مطلق سیارک برابر ۱۰٫۸۰ است.